# Nebendiagonale

Hauptdiagonale (rot) und Nebendiagonalen (blau) einer (4×4)-Matrix

In der Mathematik bestehen die Nebendiagonalen einer Matrix aus den Matrixelementen, die auf einer gedachten diagonalen Linie parallel zur Hauptdiagonale liegen. Gelegentlich werden allerdings auch die Gegendiagonalen einer Matrix als „Nebendiagonalen“ bezeichnet.

## Definition
Die Nebendiagonalen einer Matrix
{\displaystyle A={\begin{pmatrix}a_{1,1}&a_{1,2}&\ldots &a_{1,n}\\a_{2,1}&a_{2,2}&\ldots &a_{2,n}\\\vdots &\vdots &\ddots &\vdots \\a_{m,1}&a_{m,2}&\ldots &a_{m,n}\end{pmatrix}}}
bestehen aus denjenigen Einträgen {\displaystyle a_{i,j}}, deren Differenz aus Zeilen- und Spaltenindex einen konstanten Wert ungleich null ergibt, das heißt für die
{\displaystyle j-i=k}
mit {\displaystyle k\neq 0} gilt. Eine Nebendiagonale besteht damit aus Matrixeinträgen, die auf einer von links oben nach rechts unten verlaufenden diagonalen Linie liegen. Die Zahl {\displaystyle |k|} gibt die Nummer der Nebendiagonale an. Die Diagonalen mit {\displaystyle k=\pm 1} heißen erste Nebendiagonalen der Matrix (oder auch nur Nebendiagonalen), die Diagonalen mit {\displaystyle k=\pm 2} zweite Nebendiagonalen der Matrix und so weiter. Die Diagonalen mit {\displaystyle k<0} werden untere Nebendiagonalen und die Diagonalen mit {\displaystyle k>0} werden obere Nebendiagonalen genannt. Die Diagonale mit {\displaystyle k=0} heißt Hauptdiagonale der Matrix und wird nicht zu den Nebendiagonalen gezählt.

## Beispiel
Die beiden ersten Nebendiagonalen der reellen Matrix 
{\displaystyle A={\begin{pmatrix}4&3&2&1\\5&4&3&2\\6&5&4&3\\7&6&5&4\end{pmatrix}}}
bestehen aus den Elementen {\displaystyle 3,3,3} und {\displaystyle 5,5,5} die beiden zweiten Nebendiagonalen aus den Elementen {\displaystyle 2,2} und {\displaystyle 6,6} und die beiden dritten Nebendiagonalen aus den Elementen {\displaystyle 1} und {\displaystyle 7}. Die Nebendiagonalen mit den kleineren Elementen sind jeweils die oberen Nebendiagonalen und die mit den größeren Elementen die unteren Nebendiagonalen.

## Verwendung

Diagonalen und Gegendiagonalen bei der Regel von Sarrus

Matrizen mit speziellen Besetzungsmustern bezüglich ihrer Nebendiagonalen sind:
- Bei einer Diagonalmatrix sind die Einträge auf allen Nebendiagonalen gleich null.
- Bei einer Bidiagonalmatrix sind alle Einträge außerhalb der Diagonalen und einer der beiden ersten Nebendiagonalen gleich null.
- Bei einer Tridiagonalmatrix sind alle Einträge außerhalb der Diagonalen und den beiden ersten Nebendiagonalen gleich null.
- Bei einer Pentadiagonalmatrix sind alle Einträge außerhalb der Diagonalen, den beiden ersten und den beiden zweiten Nebendiagonalen gleich null.
- Allgemein sind bei einer Bandmatrix alle Einträge außerhalb der Diagonalen und den Nebendiagonalen ab einer bestimmten Nummer gleich null.

Matrizen mit einseitigen Besetzungsmustern bezüglich ihrer Nebendiagonalen sind:
- Bei einer Dreiecksmatrix sind die Einträge auf allen oberen Nebendiagonalen oder allen unteren Nebendiagonalen gleich null.
- Bei einer Hessenbergmatrix sind die Einträge auf allen oberen Nebendiagonalen ab der zweiten oder allen unteren Nebendiagonalen ab der zweiten gleich null.

Bei einer symmetrischen Matrix stimmen die Nebendiagonalen gleicher Nummer jeweils überein. Eine Matrix, bei der, wie in obigem Beispiel, die Einträge auf der Hauptdiagonalen und auf allen Nebendiagonalen konstant sind, wird Toeplitz-Matrix genannt. 
Bei der Regel von Sarrus wird die Determinante einer {\displaystyle (3\times 3)}-Matrix mit Hilfe der Hauptdiagonalen, zweier Nebendiagonalen und dreier Gegendiagonalen der um die ersten beiden Spalten erweiterten Matrix berechnet. Die erste obere Nebendiagonale spielt auch in der jordanschen Normalform einer Matrix eine wichtige Rolle.